# 東梅古道
東梅古道是香港大嶼山上昔日的一條山徑，連接東涌及梅窩，因而得名。在東涌道及嶼南道落成之前，這條小徑是來往東涌及梅窩的唯一通道。
東梅古道以東涌的馬灣涌為起點，經過低埔後沿大嶼山北岸至白芒，然後進入內陸，經大蠔村沿大蠔河上游走，再往上走至望渡坳，再往下經銀礦灣瀑布（銀礦洞）到達梅窩。古道全長約10.8公里，走畢全程約需3至3.5小時。

## 遠足參考
- . 山上行 www.walkonhill.com. 6月11日  [2014-06-18]. （原始内容存档于2020-06-28）.